# Chiesa della Madonna di Fucinaia
La chiesa della Madonna di Fucinaia è un edificio sacro che si trova in località Botro ai Marmi a Campiglia Marittima.

## Storia e descrizione
Deve il suo nome alla presenza sin dall'antichità di un'attività metallurgica. La sua fondazione è collegata al ritrovamento di un'immagine della Madonna sopra una fucina: il dipinto, raffigurante la Madonna con Bambino (XV secolo), è conservato nella sagrestia di San Lorenzo.
La facciata si innalza su un nartece a tre archi sorretti da pilastri in pietra; è ad unica navata con abside e pianta a tau. L'interno è ricoperto da volte a crociera impostate su semipilastri.
L'altare maggiore è addossato ad una parete nella quale in due nicchie sono collocate le statue di San Giacomo e di San Filippo del XVIII secolo; la mensa è sormontata da un'edicola in cui è la copia della Madonna di Fucinaia.